# Коньшиця
Коньшиця (словен. Konjšica) — поселення в общині Литія, Осреднєсловенський регіон, Словенія. Висота над рівнем моря: 490 м.